# Shorea laxa
Shorea laxa är en tvåhjärtbladig växtart som beskrevs av Van Slooten. Shorea laxa ingår i släktet Shorea och familjen Dipterocarpaceae. Inga underarter finns listade i Catalogue of Life.